# Vestingmuseum Maastricht

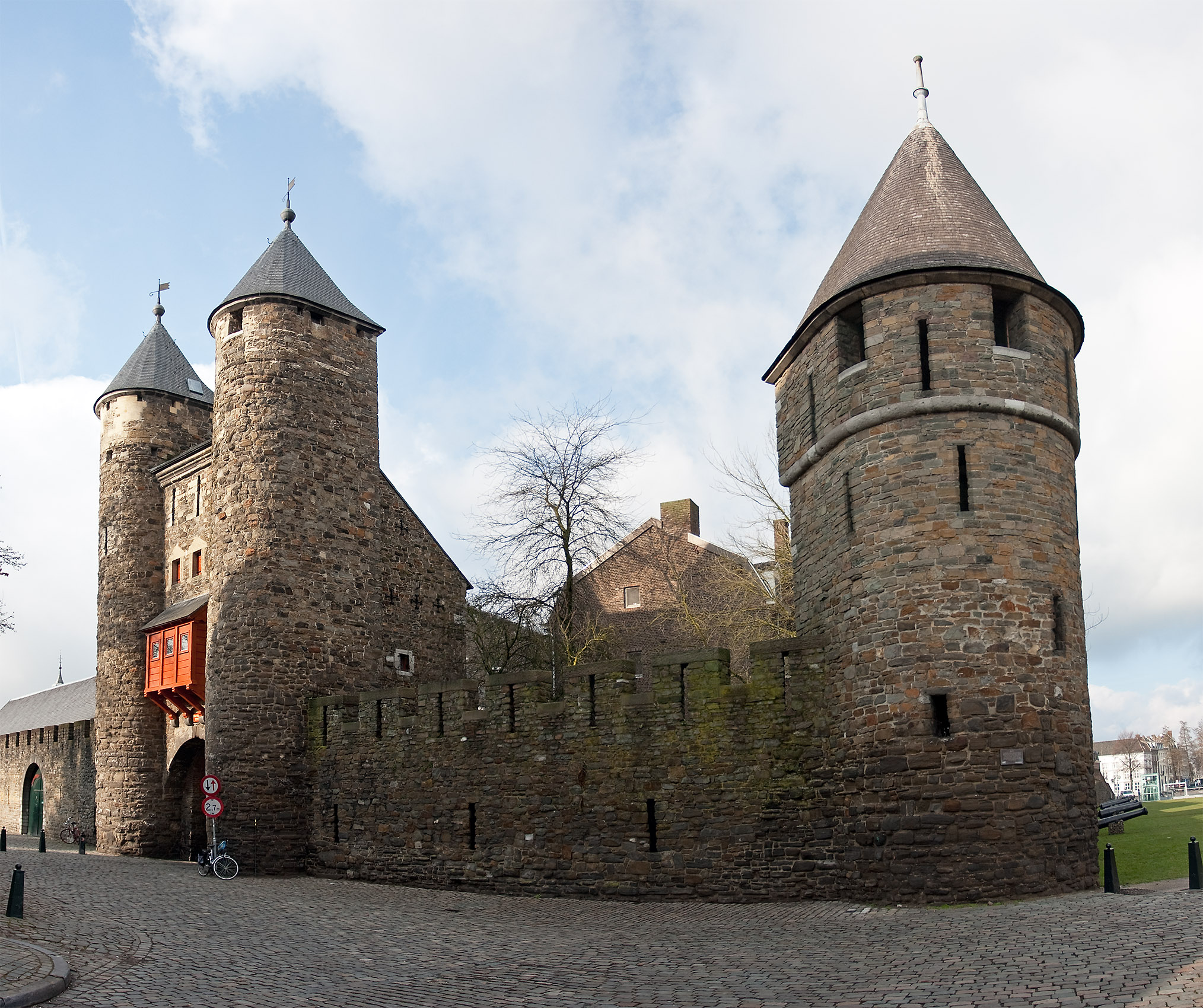
Helpoort (Maastricht), locatie van Vestingmuseum Maastricht

Vestingmuseum Maastricht is een museum over de geschiedenis van Maastricht als vestingstad en de vestingwerken van Maastricht.

## Geschiedenis
Vestingmuseum Maastricht is gevestigd in de oudste nog bestaande stadspoort van Nederland: de Helpoort in Maastricht.
Sinds 1997 was de Helpoort te bezoeken als een informatiecentrum over de geschiedenis van Maastricht als vestingstad. Op 25 september 2021 is het informatiecentrum na een volledige herinrichting heropend als Vestingmuseum Maastricht. Op de tweede verdieping van het museum is vanaf medio 2022 een maquette van Maastricht te zien die de situatie weergeeft van de stad voordat de vesting grotendeels gesloopt werd. Deze maquette wordt interactief verrijkt met enkele historische verhalen.  